# チルトボンネット

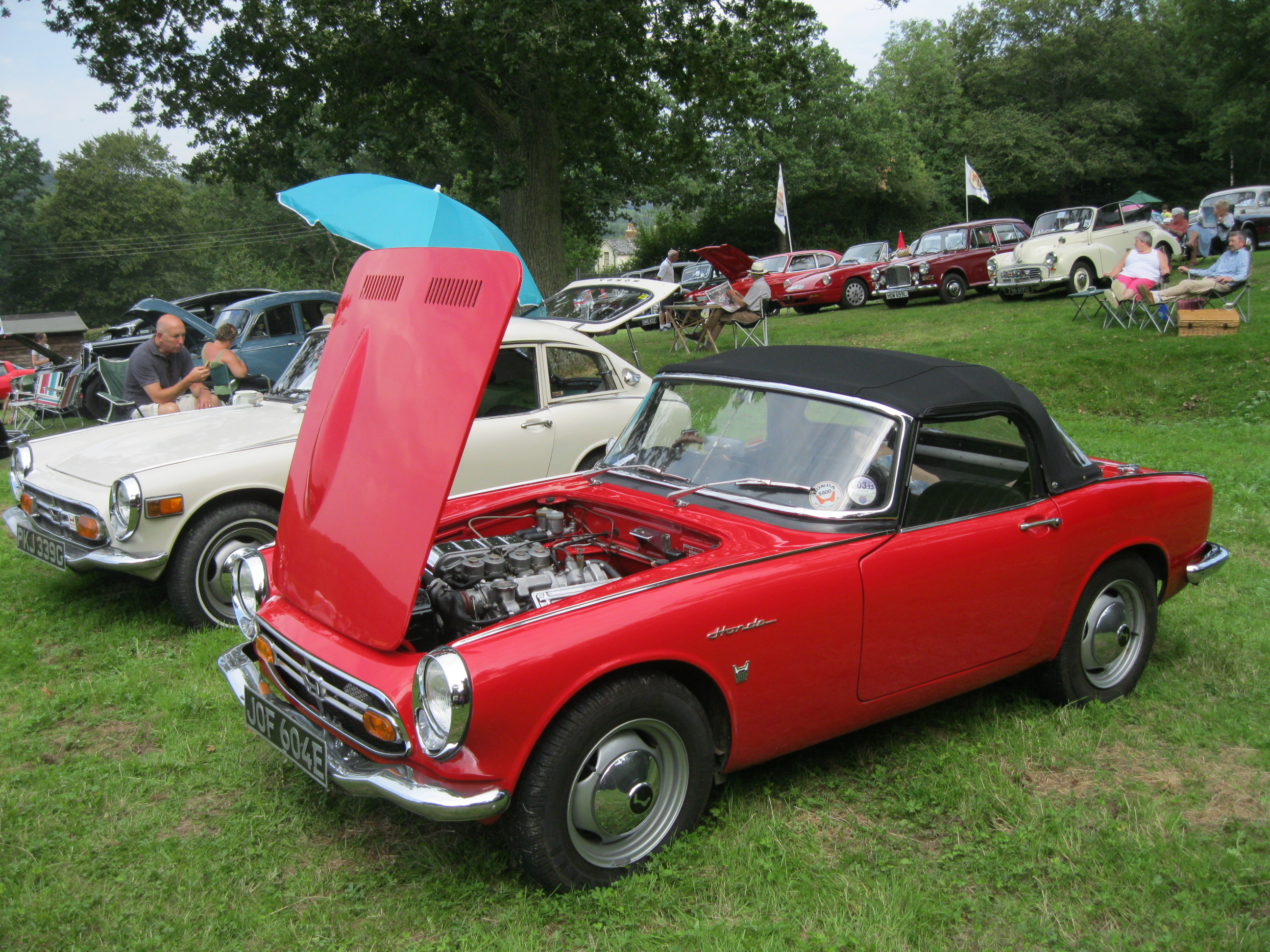
チルトボンネットの例
（ホンダ・S800）

チルトボンネットは、自動車のボンネットの形態のひとつ。

## 解説
1980年代以降発売されている自動車のボンネットは、車体後方寄りにヒンジ、前方寄りにボンネットキャッチがあってワニの口のように開く、アリゲーター式ボンネットタイプが一般的である。チルトボンネットはこれとは逆にフロント側にヒンジを持つ。逆アリゲーター式ボンネットと同義語である。
ヒンジを前方に配置することの利点は、ボンネットキャッチが破損などによって外れたとき、走行中の風圧で不意にボンネットが開くことがなく視界が遮られる心配が少ない事である。欠点としては、エンジンルームにアクセスする際にボンネットが邪魔になりやすい点や、衝突時キャビンに入り込みやすく、乗員への危険が大きい点があげられる。
かつてはスカイラインなど一部に見られたが、現在ではドレスアップ効果を狙ったチューニングカーにボディーワークの一部として採用される場合がある。通常はヘッドライトの上側のボディにヒンジがあり開くタイプが多いが、ボンネットがフロントグリルと一体化している場合フロントバンパーに干渉してしまうためボンネットが前にスライドする機構を備え二段階式に動くものがセダンに取り入れられている。